# Línea 201 (Interurbanos Madrid)
La línea 201 de la red de autobuses urbanos de Madrid unió hasta el 31 de diciembre de 2009 la Plaza de las Ventas con Hortaleza. Al igual que la 500, esta línea era catalogada como interurbana pese a no salir en ningún momento de la ciudad de Madrid.

## Características
La línea era operada mediante concesión administrativa por la Empresa Turística de Autobuses S.A., al igual que las líneas urbanas de Coslada y San Fernando de Henares y las interurbanas que unen Madrid con estas localidades y Mejorada del Campo, Velilla de San Antonio y Loeches. Los autobuses estaban pintados de color verde, al igual que el resto de interurbanos, y la señalización de la línea en las paradas era la propia de líneas interurbanas.
Al extinguirse el contrato de concesión y por falta de interés por parte de la empresa operadora del servicio, la línea dejó de prestar servicio el 31 de diciembre de 2009, sin sufrir una sustitución inmediata por parte de la EMT.

## Recorrido y paradas

### Sentido Hortaleza
La línea iniciaba su recorrido en la calle Julio Camba, junto a la Plaza de Toros de Las Ventas, desde la cual giraba a la izquierda para incorporarse a la calle de Alcalá en dirección este.
Recorría la calle hasta la Plaza de la Ciudad Lineal, donde giraba a la izquierda para circular por la calle de Arturo Soria. Circulando por la calle de Arturo Soria llegaba hasta la intersección con la calle López de Hoyos, donde giraba a la derecha. La línea circulaba entonces hasta el final de la calle de López de Hoyos, en la Plaza de Los Santos de la Humosa, siguiendo su recorrido por las calles del Mar Caspio y el Mar de Béring hasta la Glorieta de Charala, donde tenía su cabecera periférica.
Paradas de ida:
1. Pza. de las Ventas (isleta en julio Camba frente n.º 3)
2. C/Alcalá pasado C/Fernández Lanseros (nº238)
3. C/Alcalá pasado C/Mateo García (nº276)
4. C/Alcalá pasado C/Lago Constanza (nº320)
5. C/Alcalá pasado C/Gutierre de Cetina (nº366)
6. C/Alcalá antes de C/Vázquez de Mella (nº396)
7. C/Arturo Soria pasado C/Arzobispo Cos (frente n.º 5)
8. C/Arturo Soria pasado C/Sánchez Díaz (nº36)
9. C/Arturo Soria pasado C/García Quintanilla (frente nº47)
10. C/Arturo Soria antes de C/Marqués de Portugalete (nº108)
11. C/Arturo Soria pasado C/José María Cavero (nº110)
12. Colegio Residencia Manzanares (Arturo Soria nº124)
13. C/Arturo Soria antes de C/Diego Ayllón (nº136)
14. C/Arturo Soria antes de C/Luis Carlos Vázquez (nº164)
15. C/Arturo Soria antes de C/Belisana (nº182)
16. C/López de Hoyos esquina C/Arturo Soria (nº368)
17. C/López de Hoyos antes de C/Zacarías Homs
18. Parque Pinar del Rey (López de Hoyos frente nº325b)
19. C/López de Hoyos frente a Círculo de Jubilados (frente nº329)
20. Concesionario Renault (López de Hoyos nº450)
21. C/López de Hoyos pasado c/Ángel Luis de la Herrán (nº464)
22. C/López de Hoyos antes de c/Pardilla de Duero (nº482)
23. Pza. Los Santos de la Humosa (Mar Caspio n.º 4)
24. C/Mar Caspio - Centro Salud Mental (frente nº21)
25. Pza. de la Chabuca Granda (Mar Caspio frente nº43)
26. Avda. de Bucaramanga (Gta. Charalá s/n)

### Sentido Ventas
Partiendo de su cabecera en la Glorieta de Charalá, la línea se adentraba en el casco histórico de Hortaleza recorriendo las siguientes vías: Avenida de la Barranquilla, Santa Virgilia, Santa Susana y Mar de las Antillas. Al final de la última llegaba de nuevo a la Plaza de los Santos de la Humosa por la calle del Mar Caspio.
A partir de aquí, el recorrido era igual al de la ida pero en sentido contrario exceptuando la intersección de las calles López de Hoyos y Arturo Soria, donde la línea circulaba por la calle Navarro Amandi antes de incorporarse a Arturo Soria.
Paradas de vuelta:
1. Avda. de Bucaramanga (Gta. Charalá s/n)
2. Avda. de Bucaramanga (Avda. La Barranquilla s/n)
3. Avda. La Barranquilla antes de Avda. Celio Villalba (nº15)
4. C/Santa Virgilia - Ambulatorio (nº29)
5. sin denominación (Santa Virgilia nº11)
6. C/Santa Virgilia pasado c/Los Arcos (nº3b)
7. sin denominación (Santa Susana n.º 1)
8. C/Mar de las Antillas pasado c/Azagra (nº13)
9. Parque de Santa Eugenia (Mar Caspio n.º 5)
10. C/López de Hoyos pasado c/Cervera (nº391)
11. C/López de Hoyos esquina c/Borjas Blancas (nº353)
12. C/López de Hoyos esquina c/Olimpo López (nº339)
13. Círculo de Jubilados Pinar del Rey (López de Hoyos nº329)
14. C/López de Hoyos frente a Parque Pinar del Rey (nº325)
15. C/López de Hoyos antes de c/Mesena (S/N)
16. C/Arturo Soria antes de c/Vicente Muzas (nº201)
17. C/Arturo Soria antes de c/Celeste (nº169)
18. C/Arturo Soria antes de c/Bueso Pineda (nº145)
19. C/Arturo Soria antes de c/Manuel Mª Iglesias (nº113)
20. C/Arturo Soria antes de c/Emilio Vargas (nº101)
21. C/Arturo Soria pasado c/Condesa de Venadito (nº89)
22. C/Arturo Soria antes de c/Fernández Caro (nº71)
23. C/Arturo Soria pasado c/Marqués de Pico de Velasco (nº51)
24. C/Arturo Soria antes de c/José del Hierro (nº29)
25. C/Arturo Soria - Iglesia (n.º 5)
26. C/Alcalá pasado c/Boldano (nº401c)
27. C/Alcalá antes de c/Hermanos de Pablo (nº373)
28. C/Alcalá esquina c/Virgen del Sagrario (nº339)
29. C/Alcalá pasado c/Florencio Llorente (nº301)
30. Metro El Carmen (Alcalá nº261)
31. Pza. de las Ventas (isleta en julio Camba frente n.º 3)